# Nueva Esperanza (Argentinië)
Nueva Esperanza is een plaats in het Argentijnse bestuurlijke gebied Pellegrini in de provincie Santiago del Estero. De plaats telt 4.278 inwoners.